# یوبانک (ویرجینیا)
یوبانک (به انگلیسی: Eubanks) یک منطقهٔ مسکونی در ایالات متحده آمریکا است که در شهرستان لادن، ویرجینیا واقع شده‌است.